# Тит Манлий Торкват (консул 235 пр.н.е.)
Вижте пояснителната страница за други личности с името Тит Манлий Торкват.
Тит Манлий Торкват (на латински: Titus Manlius Torquatus; † 202 пр.н.е.) е най-прочутият представител на римската благородническа фамилия Манлии през втората половина на 3 век пр.н.е. През 235 и 224 пр.н.е. той е консул, потушава по времето на Втората пуническа война през 215 пр.н.е. бунт на Сардиния и през 208 пр.н.е. е диктатор.

## Политическа кариера
През 235 пр.н.е. Торкват е избран за консул заедно с Гай Атилий Булб и се бие с племената в Сардиния. Получава триумф. През 231 пр.н.е. той е цензор с Квинт Фулвий Флак, но заради грешка в изборите те трябва да напуснат.
През 224 пр.н.е. той е отново консул. Колега му е Флак. Те се бият против келтските племена в Северна Италия. След победа против боиите, те не успяват да покорят напълно народа на инсубрите от другата страна на По.
През 216 пр.н.е. през Втората пуническа война римляните имат голяма загуба в битката при Кана против картагенците. Манлий иска от Сената да не се откупят пленените римляни и да не избират латинци на мястото на умрелите сенатори.
През 215 пр.н.е., след заболяването на претор Квинт Муций Скаевола, той е назначен за командир на новоорганизиран легион от градския претор, консулския му колега Флак и сенаторите, и отива в Сардиния. Там потушава бунта на сардите. През 212 пр.н.е. кандидатства за pontifex maximus заедно с колегата му Флак, но не са избрани. Такъв става по-младият Публий Лициний Крас Див. През 210 пр.н.е. е избран за консул, но доброволно се отказва.
През 209 пр.н.е. той е предложен за новия princeps senatus от цензор Марк Корнелий Цетег, но е избран бившият диктатор Квинт Фабий Максим Верукос Кунктатор, който е предложен от цензор Публий Семпроний Тудицан. През 208 пр.н.е., заради смъртта на двамата консули, той става диктатор и ръководи изборите за нови консули.
През 202 пр.н.е. той умира. На неговото място като понтифекс е избран Гай Сулпиций Галба.